# Cirrhophanus miaiphona
Cirrhophanus miaiphona är en fjärilsart som beskrevs av Dyar 1912. Cirrhophanus miaiphona ingår i släktet Cirrhophanus och familjen nattflyn. Inga underarter finns listade i Catalogue of Life.